# Astronaut in the Ocean
Astronaut in the Ocean is een nummer van de Amerikaanse rapper Masked Wolf uit 2021. Het is de eerste single van zijn mixtape Astronomical.
Het nummer gaat over een depressie die Masked Wolf gehad heeft, die hij omschrijft als "rollen in een diepe oceaan". "Astronaut in the Ocean" werd een gigantische wereldhit. In de Amerikaanse Billboard Hot 100 bereikte het de 6e positie. Bescheidener was het succes in het Nederlandse taalgebied; met een 14e positie in de Nederlandse Top 40 en een 26e positie in de Vlaamse Ultratop 50.